# Blauzungenkrankheit

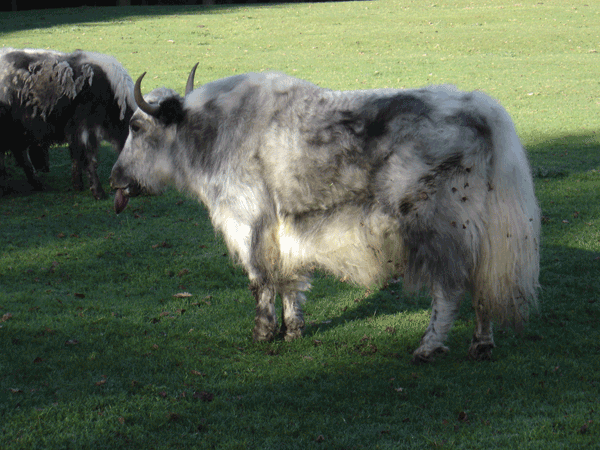
Blauzungenkrankheit beim Yak (man beachte die geschwollene, bläulich verfärbte und heraushängende Zunge)

Die Blauzungenkrankheit (englisch Bluetongue) ist eine durch Gnitzen übertragene virale Infektionskrankheit von Wiederkäuern wie Schafen, Rindern und Ziegen. Zu ihren Leitsymptomen gehört eine durch Zyanose blaugefärbte Zunge bei Krankheitsausbruch. Die Erkrankung ist eine anzeigepflichtige Tierseuche. Für den Menschen besteht keine Ansteckungsgefahr, weshalb Fleisch- und Milchprodukte ohne Bedenken verzehrt werden können.

## Krankheitserreger

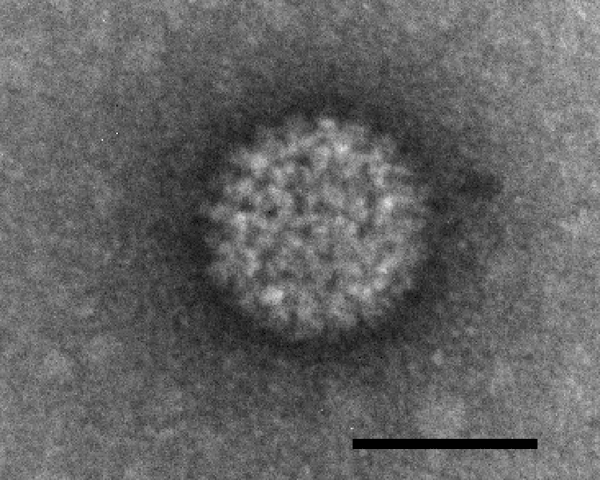
Blauzungenvirus

Der krankheitsauslösende Erreger ist das Blauzungenvirus (engl. Bluetongue virus, kurz BTV), ein Orbivirus aus der Familie der Reoviridae. Es gehört somit zu den unbehüllten doppelsträngigen RNA-Viren. Von diesem Virus sind bislang mindestens 24 verschiedene Serotypen bekannt, die jeweils eine unterschiedliche Virulenz aufweisen. Bei dem seit dem Jahr 2006 im mittleren und nördlichen Europa vorkommenden Erreger handelt es sich um den Serotyp 8, kurz BTV-8. Seit 2008 breitet sich auch der Serotyp 1, kurz BTV-1, in Südwestfrankreich in Richtung Norden aus. Im Oktober 2008 wurde BTV-6 in den Niederlanden festgestellt.

## Übertragung
Das Blauzungenvirus wird durch Mücken der Gattung Culicoides aus der Familie der Gnitzen übertragen. Von den mehr als 5000 Arten werden in Mitteleuropa etwa ein Dutzend als Vektoren, vor allem Insekten der Culicoides-obsoletus-Gruppe sowie Culicoides dewulfi verantwortlich gemacht. Weiterhin sind die Arten C. actoni, C. brevitarsis, C. fulvus, C. imicola, C. insignis, C. nubeculosus und C. variipennis als Krankheitsüberträger nachgewiesen worden.
Die Gnitze nimmt das im Blut eines infizierten Tieres zirkulierende Virus während des Saugaktes auf. Nach einem Vermehrungszyklus im Insekt, bei dem das Virus auch in die Speicheldrüse gelangt, überträgt es dieses beim nächsten Saugen auf ein anderes Tier. Der Vermehrungszyklus im Insekt findet bei einer Temperatur von 25 °C in 10 bis 15 Tagen statt. Dieser Zeitraum wird auch „extrinsic incubation period“ (EIP) genannt.
Eine einmal infizierte Gnitze bleibt ihr restliches Leben lang mit dem Virus infiziert. Eine rein mechanische Übertragung ist auch durch andere blutsaugende Arthropoden (z. B. Stechmücken, Zecken oder Schaflausfliege) möglich, allerdings ist über die Häufigkeit und Effizienz dieses Übertragungsweges bisher wenig bekannt. Weitere Möglichkeiten sind die Übertragung über das Sperma infizierter Bullen, welches während der Virämie das Virus enthält, sowie durch kontaminierte Spritzen im Rahmen tierärztlicher Tätigkeiten. Eine Übertragung durch Schmierinfektion unter Tieren sowie eine Übertragbarkeit auf den Menschen ist nicht bekannt.
Die Empfänglichkeit für diese Infektionskrankheit ist beim Schaf, besonders bei den Lämmern am größten, bei den verschiedenen Schafrassen jedoch ungleich verteilt. Ziegen und andere Haustiere erkranken weniger häufig und schwer. Als Erregerwirte bzw. Reservoirwirte gelten hauptsächlich Rinder, die selbst ebenfalls nur selten schwer erkranken, sowie Wildwiederkäuer (Antilopen, Hirsche) und afrikanische Wildnager.
Beim Einsetzen winterlicher Witterung sind keine Neuinfektionen zu erwarten, da die Gnitzen als Überträger dann nicht mehr aktiv sind.

## Symptome und Krankheitsverlauf

### Schaf

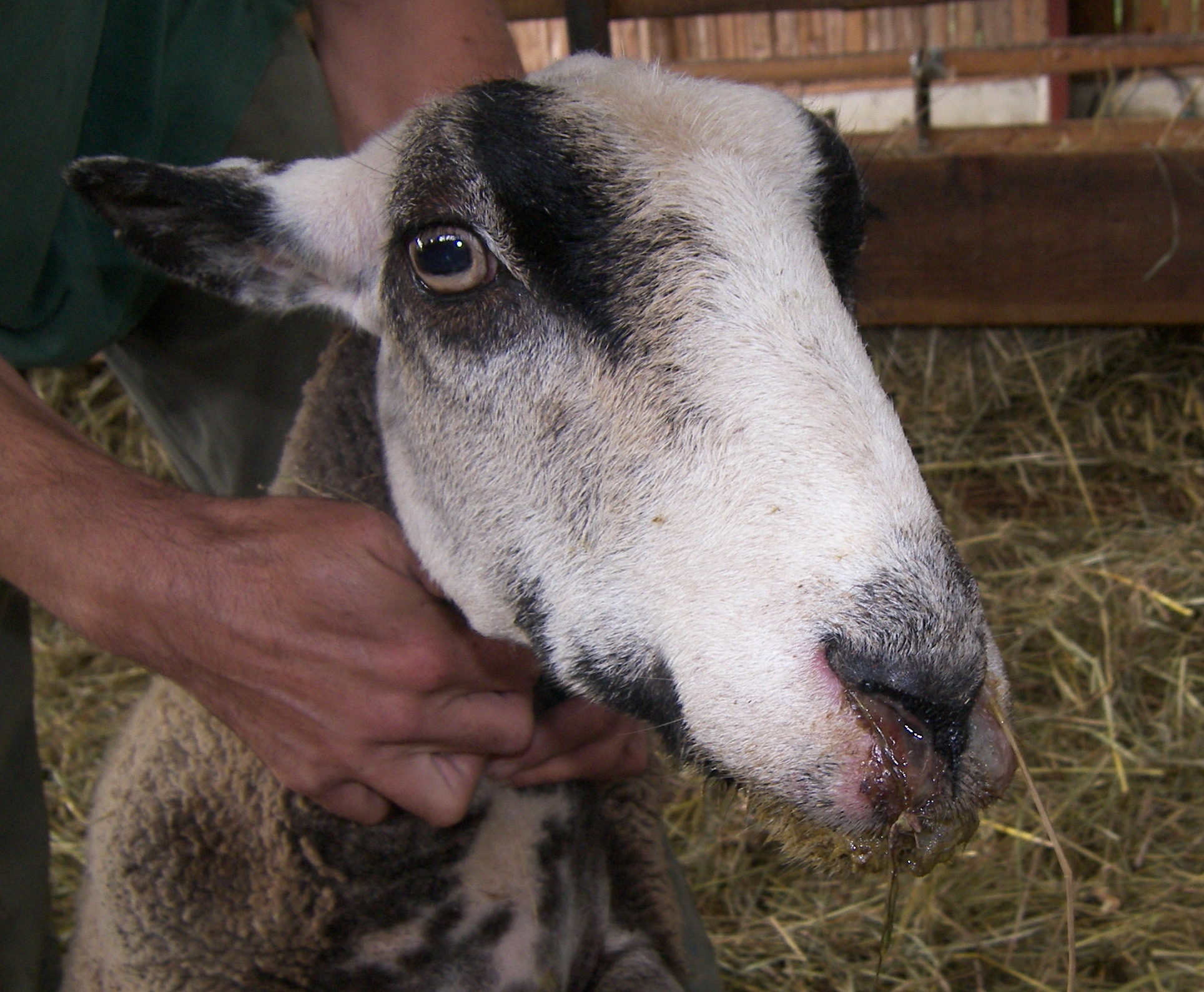
Blauzungenkrankheit bei einem Schaf

Nach einer Inkubationszeit von 7–8 Tagen kommt es zu ersten Krankheitszeichen. Die Tiere zeigen eine erhöhte Körpertemperatur, Apathie und Absonderung von der Herde. Kurz nach dem Einsetzen des Fiebers schwellen die Mundschleimhäute an und zeigen eine Rötung. Damit einher geht vermehrter Speichelfluss und Schaumbildung vor dem Maul. Die namensgebende Blaufärbung der Zunge ist sehr selten und nur bei gewissen Schafrassen zu erwarten. Am Klauensaum kommt es zu einer Entzündung, die auch zu Lahmheit führen kann.
Bei tragenden Tieren kommt es mitunter zu Aborten oder zur Geburt missgebildeter Lämmer. Lämmer, bei denen die Infektion des Mutterschafes um den Tag 55 bis 60 der Trächtigkeit erfolgt, weisen Gehirnschäden und Blindheit auf. Um den Tag 70 bis 80 stattfindende Infektionen führen zu Gehirnschäden ohne Missbildung der Augen. Um den Tag 100 nach der Geburt können die Lämmer eine Meningoenzephalitis entwickeln.

### Rind

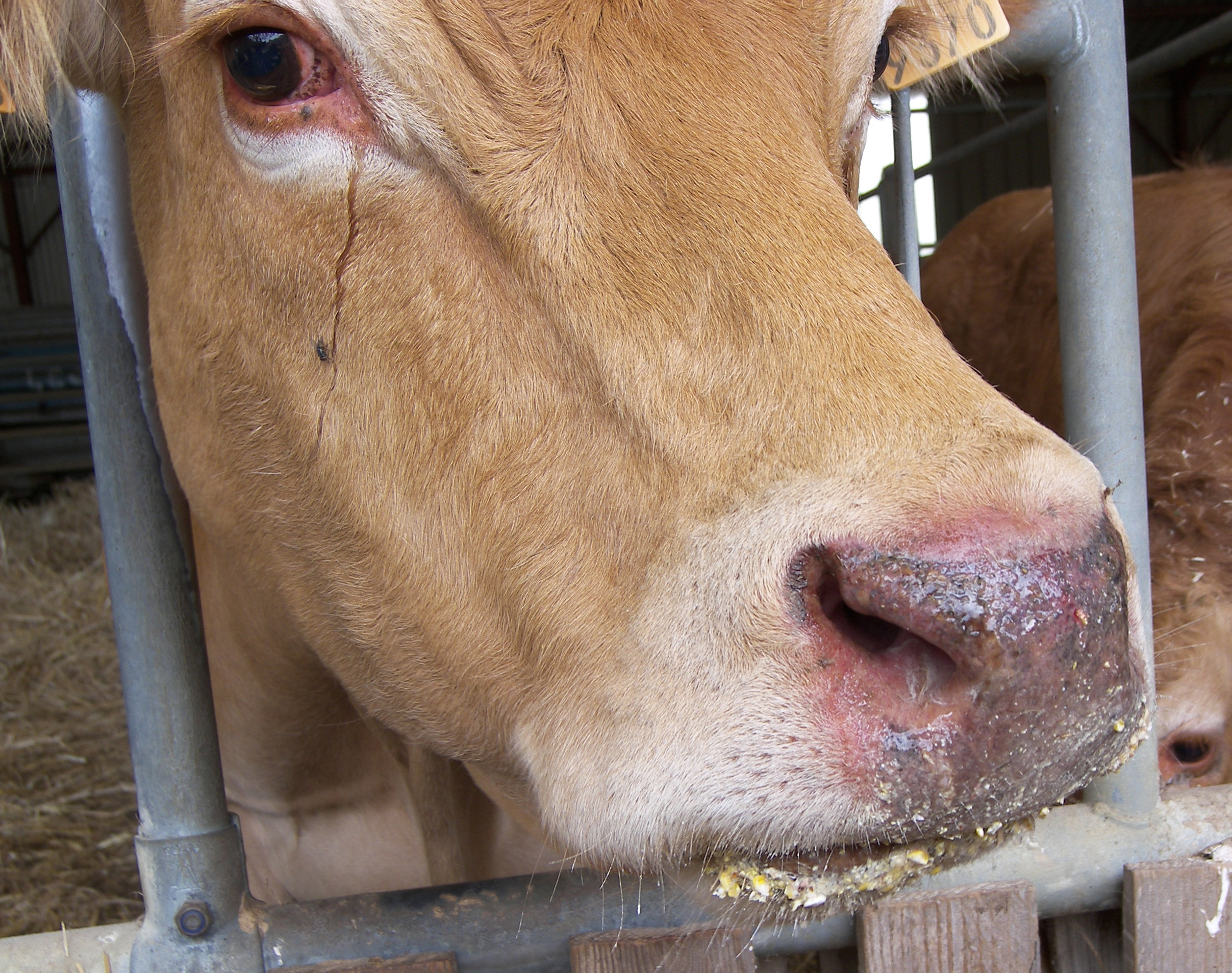
Blauzungenkrankheit bei einem Rind

Nach einer Inkubationszeit von fünf bis zwölf Tagen kommt es je nach Virustyp zu unterschiedlich stark verlaufenden Erkrankungen. Die häufigeren leichten Formen gehen mit vorübergehendem Fieber, vermindertem Appetit, vermehrtem Speicheln und evtl. einem klammen Gang einher. Betroffene Tiere erholen sich relativ schnell, aber auch ohne sichtbare Erkrankungszeichen kann es zu Aborten, Fruchtbarkeitsstörungen, fetalen Missbildungen sowie erhöhter Kälbersterblichkeit kommen. Die selteneren schweren Erkrankungen sind anfangs gekennzeichnet durch hohes Fieber, Apathie, Tachypnoe, vermehrtes Speicheln sowie Hyperämie der Kopfschleimhäute. An der Maulschleimhaut, den Lippen und vor allem der Zunge kommt es zunächst zu Zyanose und Schwellungen, später dann zu Erosionen und Ulzerationen. Es treten entzündliche Veränderungen an Kronsaum und Zitzen, vor allem in unpigmentierten Bereichen auf. Entzündungen in Muskeln und an den Klauen führen zu Bewegungsunlust und Lahmheiten.

## Diagnose und Differenzialdiagnosen
Zur Absicherung der Verdachtsdiagnose ist der serologische Nachweis von BTV-Antikörpern mit einem kompetitiven ELISA möglich. Weiterhin kann eine virologische Untersuchung über die Virusanzucht und den Virusnachweis durch einen Immunfluoreszenztest erfolgen. Der Genomnachweis wird mittels RT-PCR durchgeführt. Als Probenmaterial werden Blut oder Plasma, sowie vom toten Tier Milz, Lymphknoten oder Herzblut verwendet.
Das Erbmaterial des Virus kann bis zu 200 Tage nach der Infektion nachgewiesen werden. Infektiöses Virus ist rund zwei Monate nachweisbar. Je nach Tierart kommen differenzialdiagnostisch u. a. Maul- und Klauenseuche, Stomatitis vesicularis, BVD/MD, Bösartiges Katarrhalfieber, Lippengrind, Moderhinke, Pockenseuche der Schafe und Ziegen und akute Haemonchose infrage.

## Therapie und Vorbeugung
Bei einem milden Krankheitsverlauf ist besonders bei Rindern auch eine selbstständige Heilung möglich. Neben Maßnahmen, die zur Linderung lokaler Krankheitserscheinungen führen, wird empfohlen, erkrankte Tiere nicht der Sonnenstrahlung, die die Symptome verschlimmern kann, auszusetzen.
Zur Krankheitsvorbeugung gehören planmäßige Insektenbekämpfung, Stallhaltung gefährdeter Tierbestände während der Nacht sowie Impfungen (aktive Immunisierung) in verseuchten oder seuchenverdächtigen Ländern. Um den Befall mit Gnitzen zu verringern, können Pyrethroide wie Deltamethrin oder Cyfluthrin eingesetzt werden.
Durch Transportrestriktionen, z. B. virologische und serologische Tests bei Transport von Tieren aus der 150-km-Zone (Beobachtungsgebiet) in das „freie“ Gebiet, soll die Ausbreitung der Krankheit unterbunden werden.
Für Deutschland wurden 2008 durch die Länder unter Federführung Hessens 20.989.550 Impfdosen mit einem Gesamtbestellwert von rund 16.900.000 Euro bei drei Herstellern bestellt. Der Bundesrat hatte zudem am 25. April 2008 einer Verordnung des BMELV zugestimmt, die eine verpflichtende Impfung für Schafe, Ziegen und Rinder mit bestimmten Ausnahmen vorsah. Die EU übernahm die Kofinanzierung der Impfung 2008 als Notfallmaßnahme. Darüber hinaus genehmigte die Europäische Kommission im November 2008 ein Impf- und Überwachungsprogramm für 2009 und stellte mehr als 61 Millionen Euro für den Erwerb von Impfstoffen sowie für die Kostendeckung diagnostischer Tests zur Verfügung. Bei den etwa 18 Millionen Impfungen bis 1. November 2008 wurden 650 unerwünschte Nebenwirkungen gemeldet. In seltenen Fällen kam es zu Todesfällen oder Fehlgeburten. Allerdings wurde in den meisten Fällen kein direkter Zusammenhang zwischen Impfstoff und Nebenwirkung nachgewiesen, ein nicht unerheblicher Teil könnte durch den mit einer Massenimpfung verbundenen Stress bedingt gewesen sein. Schätzungen gehen davon aus, dass es maximal in einem Fall pro 30.000 Impfungen zu einer unerwünschten Nebenwirkung kam, was auf eine sehr gute Verträglichkeit der verwendeten Impfstoffe hinweist.

## Vorkommen und Ausbreitung
Die Krankheit wurde 1905 erstmals für Südafrika beschrieben und von dort mit Merinoschafen in andere Teile Afrikas verschleppt. Auch ist sie aus Afrika über den Mittelmeer-Bereich nach Südeuropa vorgedrungen. Die Blauzungenkrankheit ist auch im Nahen Osten, auf dem Indischen Subkontinent, in China, den USA und Mexiko, wo die Mücken als Überträger ganzjährig aktiv sind, klinisch präsent. Virusstämme ohne typisches Krankheitsbild sind in Südostasien, im nördlichen Südamerika, in Nordaustralien und in Papua-Neuguinea nachgewiesen worden.
Im August 2006 ist die Krankheit erstmals auch bei Schafen in der niederländischen Provinz Limburg, in der belgischen Provinz Lüttich sowie in acht Rinderbeständen und einer Schafherde im grenznahen Raum Aachen in Nordrhein-Westfalen aufgetreten. Anschließend wurden im Jahr 2006 bundesweit insgesamt 885 Fälle, im Jahr 2007 ca. 20.500 Fälle und im Jahr 2008 5.125 Fälle amtlich nachgewiesen, wobei Nordrhein-Westfalen und seit 2008 bei Neuausbrüchen Niedersachsen am stärksten betroffen sind. Aktuelle Zahlen zum Auftreten der Blauzungenkrankheit in Deutschland liefert das Bundesministerium für Ernährung, Landwirtschaft und Verbraucherschutz (BMELV).
Bis zum Ende des Jahres 2007 waren die europäischen Staaten Belgien, Dänemark, Deutschland, Frankreich, Luxemburg, Niederlande, Schweiz, Tschechien und Vereinigtes Königreich vom Serotyp BTV-8 betroffen. Im Jahr 2008 wurde BTV-8 erstmals auch in Italien und Spanien nachgewiesen – dort kamen bis dahin andere Serotypen vor. Zuletzt wurden Fälle in den Balkanländern bekannt.
Durch Winde können infizierte Mücken bis zu 200 Kilometer weit versetzt werden und anschließend am neuen Ort den Erreger weiterverbreiten. Durch Tierbewegungen, über das Sperma und den Handel infizierter Tiere einerseits, die Verschleppung von Insekten durch Flugzeuge und starke Winde andererseits kann der Erreger jederzeit in weitere freie Regionen eingeschleppt werden. Dort ist ihm ein Überleben jedoch nur möglich, wenn geeignete Vektoren und eine empfängliche Wirtspopulation vorhanden sind.
Bei dem in Mitteleuropa gefundenen BTV-8 handelt es sich nicht um den gleichen, der in Südeuropa vorhanden ist. Wissenschaftler schließen daher klimatische Gründe als Grund für die Ausbreitung nach Nordeuropa aus. Der Serotyp 8 kam ursprünglich ausschließlich südlich der Sahara und in der Karibik, eventuell auch in Indien oder Pakistan vor. Wie das Virus in die Niederlande gelangt ist, ist allerdings weiter unklar.
Im Oktober 2008 wurde in den östlichen Niederlanden an der Grenze zu Nordrhein-Westfalen und Niedersachsen der zuvor in Europa nicht verbreitete Virustyp 6 (BTV 6) festgestellt. Betroffen waren vier landwirtschaftliche Betriebe, um die eine 20-km-Sperrzone errichtet wurde. Für den neuen Virustyp, der normalerweise nur in Mittelamerika und Afrika vorkommt, ist noch kein Impfstoff vorhanden. Das festgestellte Virus wird auch in einem Lebendimpfstoff aus Südafrika verwendet, so dass eine Impfung der betroffenen Tiere mit einem in der EU nicht zugelassenen Lebendimpfstoff naheliegt.
Im November 2008 wurde der Serotyp 6 (BTV-6) in acht Rinder haltenden Betrieben in unmittelbarer Grenznähe im Landkreis Grafschaft Bentheim festgestellt.
Mit Wirkung zum 15. Februar 2012 erklärte das BMELV Deutschland offiziell als frei von der Blauzungenkrankheit. Allerdings trat sie Mitte Dezember 2018 erstmals wieder in einem Viehbetrieb in Ottersweier im Kreis Rastatt (Baden-Württemberg) auf. Daraufhin wurde eine Sperrzone von 150 Kilometern errichtet, die Baden-Württemberg und das Saarland vollständig sowie südliche Teile von Rheinland-Pfalz und Hessen umfasst. Der Enzkreis teilte mit, dass die dortigen Maßnahmen zwei Jahre lang andauern würden. Allgemein wurde auf die Meldepflicht für alle Nutztiere hingewiesen.
Nachdem seit September 2015 mehrere Fälle mit dem Serotyp 4 aus Ungarn gemeldet wurden, traten auch in Österreich (Burgenland und Steiermark) drei bestätigte Fälle im November 2015 auf. Dies ist der erste Nachweis des BTV in Österreich seit 2008.
Nach einem Ausbruch in den Niederlanden im September 2023 mit 1000 Fällen gab es im Oktober auch in Nordrhein-Westfalen (Kreis Kleve) einen bestätigten Fall bei einem Schaf. 2024 nahmen die Fälle vom Serotyp 3 in diesem Bundesland und in Niedersachsen dann „explosionsartig“ zu, allein in NRW gab es bis zum 24. Juli mindestens 504 bestätigte Fälle, darunter 267 Schafe, 10 Ziegen und 227 Rinder. Seit August 2024 verbreitet sich die Krankheit auch in der Schweiz.

## Rechtliche Bestimmungen in der EU
Mit dem Inkrafttreten der Verordnung EU 2016/429 gibt es erstmals ein einheitliches Tierseuchenrecht in der EU. Diese Verordnung ist in den EU-Ländern seit dem 21. April 2021 direkt anzuwenden und wird durch weitere Rechtsakte präzisiert. Für die Blauzungenkrankheit ist dies die Delegierte Verordnung (EU) 2020/689. Diese setzt die älteren EU-Verordnungen und nationalen Bestimmungen der Mitgliedsstaaten außer Kraft. Die Blauzungenkrankheit ist als optional zu tilgende Seuche (Kategorie C) eingeordnet. Die Mitgliedstaaten und Regionen können Tilgungsprogramme genehmigen lassen, die insbesondere auf Impfungen basieren. Ist ein Mitgliedsstaat oder eine Zone frei von BTV-Infektionen, kann der Status frei von einer Infektion mit BTV gewährt werden.

### Verordnungen
- Verordnung zum Schutz gegen die Blauzungenkrankheit
- Verordnung zur Durchführung gemeinschaftsrechtlicher und unionsrechtlicher Vorschriften über Maßnahmen zur Bekämpfung, Überwachung und Beobachtung der Blauzungenkrankheit

### Weiterführende Informationen
- Informationen des Friedrich-Loeffler-Instituts
- weiterführende Informationen des Niedersächsischen Landesamtes für Verbraucherschutz und Lebensmittelsicherheit
- weiterführende Informationen der Weltorganisation für Tiergesundheit (OIE)
- Bundestagsdrucksache zur Umsetzung der Impfstrategie (PDF-Datei; 129 kB)
- Blauzungenkrankheit (Bluetongue BT) – Informationen des Bundesamts für Lebensmittelsicherheit und Veterinärwesen